# Flüchtlingsunterkunft (Deutschland)

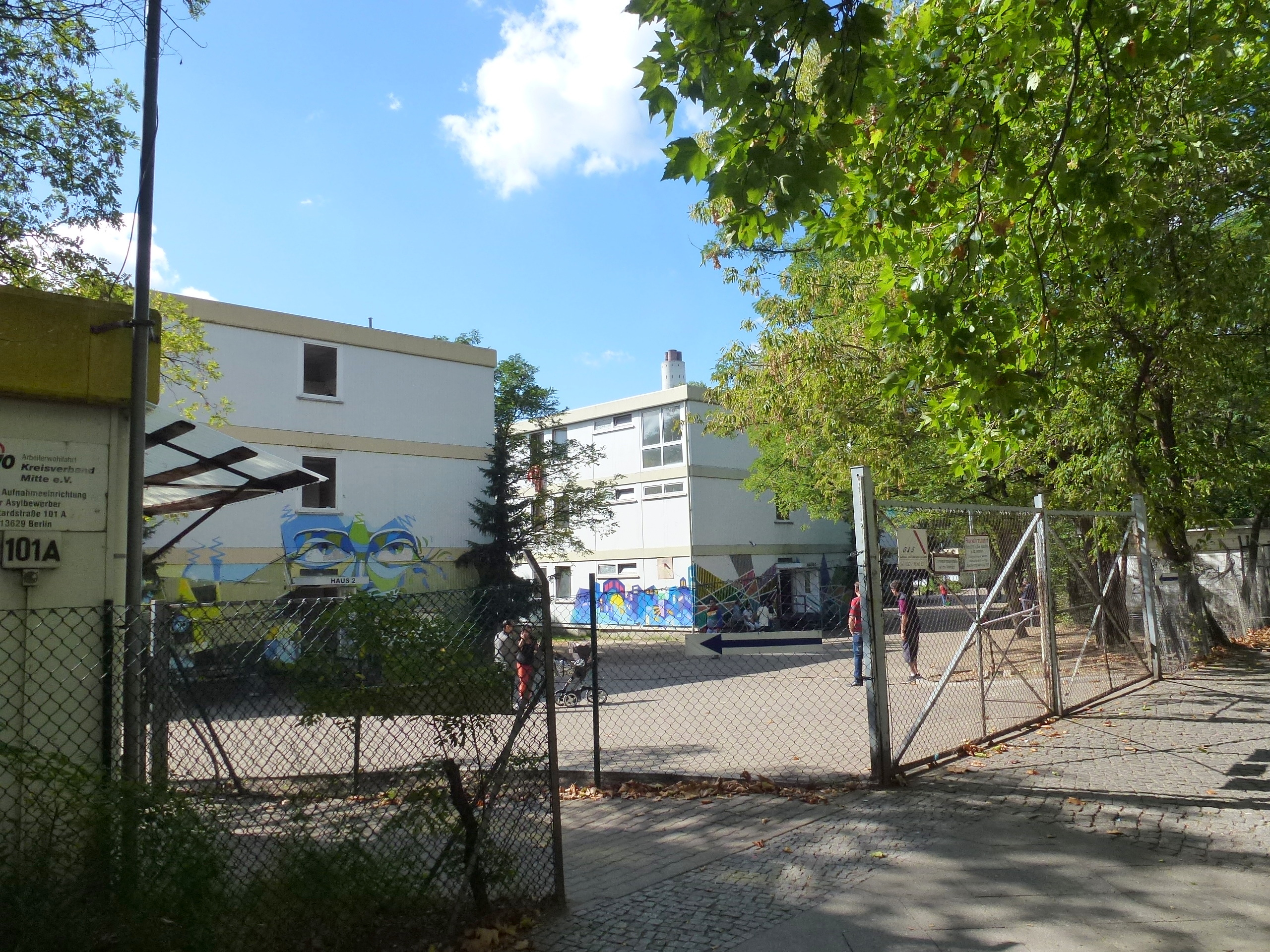
Asylbewerberheim in Berlin-Siemensstadt (2013)

Eine Flüchtlingsunterkunft dient der Unterkunft von Flüchtlingen, Asylbewerbern, Personen mit Aufenthaltserlaubnis als Opfer von Menschenhandel oder Zwangsprostitution und Personen, bei denen zum Beispiel aus gesundheitlichen Gründen Hindernisse für eine Abschiebung bestehen. Zu solchen Unterkünften zählen gegebenenfalls Baracken, Container, ausgemusterte Schulgebäude oder unausgestattete Gewerbebauten. Andere, dezentrale Möglichkeiten der Unterbringung sind Wohnungen und – als teurere Alternative – Hotels. Für große Aufkommen von Flüchtlingen in der Folge von Krieg und Vertreibung dienen Flüchtlingslager.

## Rechtliche Situation

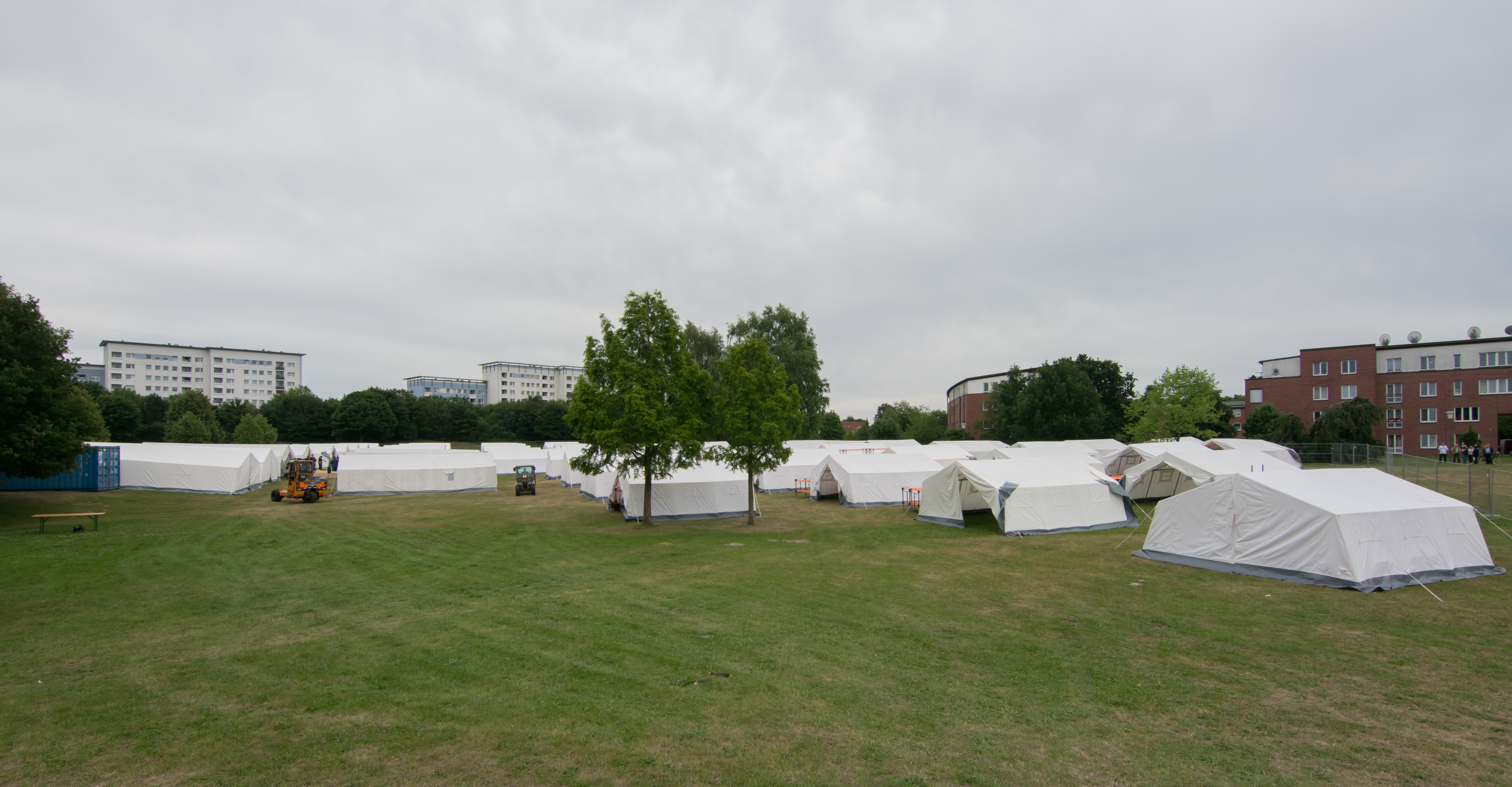
Erstaufnahmelager Jenfelder Moorpark

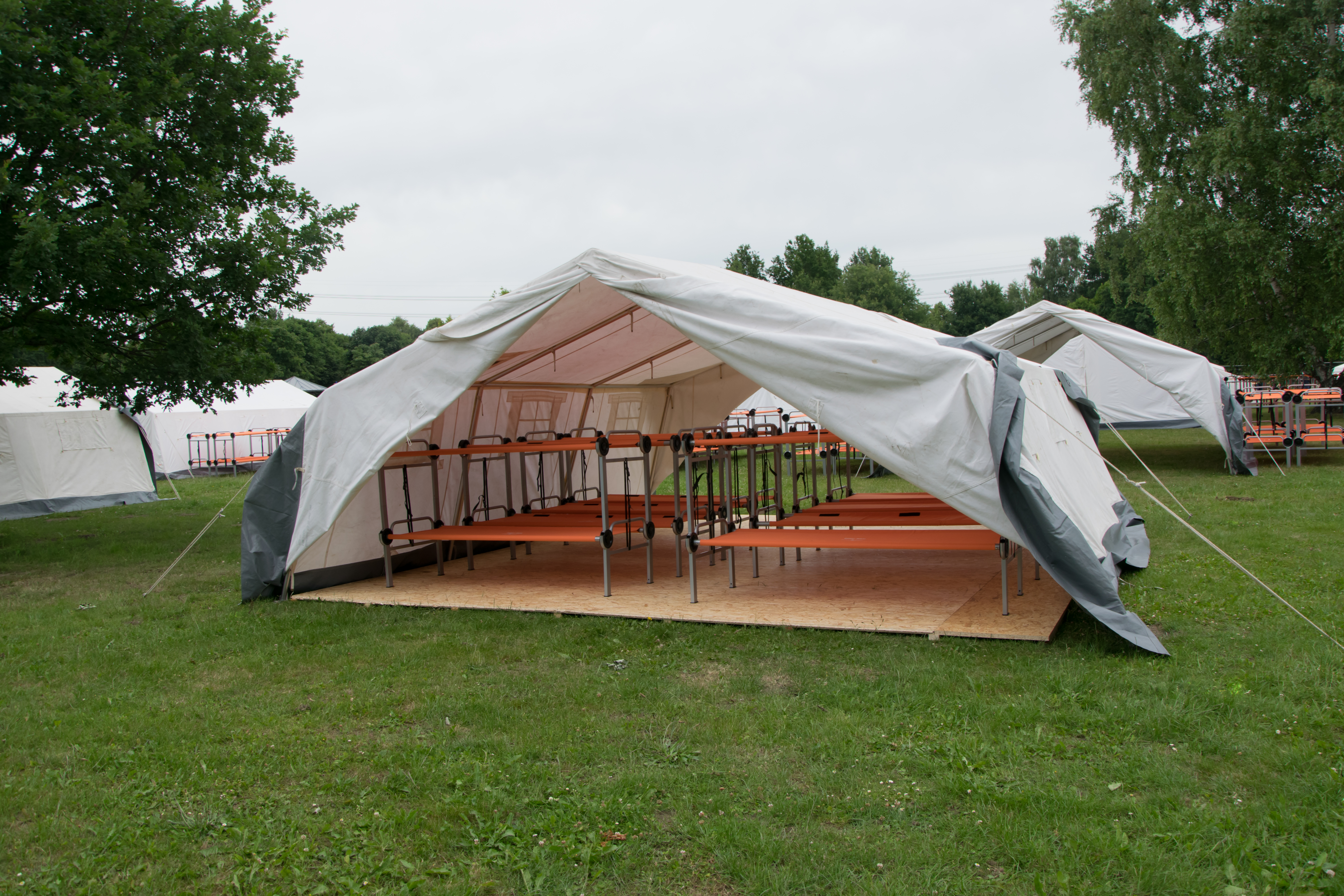
Unterkunft für 16 Menschen

Die Unterbringung erfolgt zunächst in Erstaufnahmeeinrichtungen. Nach sechs Wochen bis zu maximal sechs Monaten (vormals bis zum 24. Oktober 2015: drei Monaten) werden die Flüchtlinge anhand einer Quotenregelung, dem Königsteiner Schlüssel, über landesrechtlich geregelte Verteilungsmechanismen weitergeleitet.
Nach dem Asylgesetz (AsylG) ist es Aufgabe der Kommunen, Flüchtlinge aufzunehmen. Nach § 53 AsylG geschieht die Unterbringung in der Regel in Gemeinschaftsunterkünften, bis das Bundesamt für Migration und Flüchtlinge (BAMF) in Nürnberg einen Ausländer als Asylberechtigten anerkannt hat. Das Leverkusener Modell hingegen bietet Flüchtlingen die Möglichkeit, auch bei ungesichertem Aufenthaltsstatus eigenständig eine Wohnung zu suchen und anzumieten. Das Leverkusener Modell ist mit einer Kostenersparnis im Millionenbereich für die Kommunen verbunden.
Einen eigenen Charakter besitzen Flüchtlingsunterkünfte in den Transitbereichen der Flughäfen im Rahmen des Flughafenverfahrens gemäß § 18a AsylG. Das Flughafenverfahren wird an fünf deutschen Flughäfen angewendet: Flughafen Berlin-Schönefeld, Flughafen Düsseldorf, Flughafen Frankfurt Main, Flughafen Hamburg und Flughafen München.

## Mindeststandards
Für die Gemeinschaftsunterkünfte bestehen keine bundesweiten Mindeststandards. Dies ist unter anderem in der kommunalen Selbstverwaltung begründet, die in der föderalen Struktur der Bundesrepublik verankert ist. Fehlende Mindeststandards lassen nicht in jedem Fall auf die tatsächliche Qualität der Unterbringung schließen.
Regelungen zu Mindeststandards sind, soweit vorhanden, in den 16 Bundesländern verschieden (Baden-Württemberg, Berlin, Brandenburg, Mecklenburg-Vorpommern, Thüringen: verbindliche Mindeststandards; Bayern, Sachsen, Sachsen-Anhalt, Schleswig-Holstein: Empfehlungen zu Mindeststandards, Bremen, Hamburg, Hessen, Niedersachsen, Nordrhein-Westfalen, Rheinland-Pfalz, Saarland: keine Mindeststandards – Stand: August 2014), wobei nicht alle Regelungen zwischen Wohn- und Schlafräumen und anderen Gemeinschaftsflächen unterscheiden. Die Mindeststandards beziehungsweise Empfehlungen für die Wohnfläche liegen meist bei 6 bis 7 m² pro Person (Ausnahmen: Berlin: 4 m² für Kinder bis zu sechs Jahren; Baden-Württemberg bis Ende 2015: 4,5 m² pro Person). Die Kommunen können strengere Regeln festlegen: So gilt in der Stadt Leipzig ein Mindeststandard von 7,5 m² pro Person. Umgekehrt können die Standards, selbst wenn sie als verbindlich eingestuft sind, für Notunterkünfte außer Kraft gesetzt werden.
Flüchtlingsräte und Wohlfahrtsorganisationen fordern Standards für die Mindestwohnfläche pro Person, die maximale Zahl der in einem Raum untergebrachten Personen, die Lage und Größe der Unterkünfte. Des Weiteren fordern sie Regelungen für gemeinsam genutzte Bereiche (abgeschlossene Wohnbereiche mit Kochgelegenheit und Sanitärbereich, Gemeinschaftsräume, Kinderspielzimmer und Außenanlagen zur Freizeitgestaltung), Regelungen für besonders schutzbedürftige Flüchtlinge und eine Begrenzung der Verweildauer in Gemeinschaftsunterkünften.
UNICEF und das BMFSFJ stellten 2016 in Zusammenarbeit mit den Wohlfahrtsverbänden und weiteren Partnern entwickelte Mindeststandards zum Schutz von Kindern, Jugendlichen und Frauen in Flüchtlingsunterkünften vor. Zu diesen Standards gehören Maßnahmen zum Schutz vor Gewalt und eine entsprechende Sensibilisierung aller dort tätigen Personen. Eine 2017 veröffentlichte, nichtrepräsentive Studie von UNICEF stellte die häufig von Langeweile, Stress und Gewalt geprägte Situation von Flüchtlingskindern heraus. UNICEF-Geschäftsführer Christian Schneider forderte deutschlandweit verbindliche familien- und kindgerechte Standards für die Unterkünfte und einen schnelleren Zugang zu Schulen und Kindertagesstätten.

## Flüchtlingsunterkünfte und Bauplanungsrecht
Flüchtlingsunterkünfte in Form von Gemeinschaftsunterkünften werden oftmals als Anlagen für soziale Zwecke im Sinne der Baunutzungsverordnung (BauNVO) eingeordnet und baurechtlich in allgemeinen und besonderen Wohngebieten, sowie in Dorfgebieten, Mischgebieten und Kerngebieten allgemein zugelassen.
Häufig waren aber Nutzungsänderungen von Industrie- und Gewerbebauten und Neuanlagen in Gewerbegebieten Gegenstand von rechtlichen Auseinandersetzungen.
Ablehnend gegenüber der Nutzung in einem Gewerbegebiet entschieden sich
- das OVG Schleswig-Holstein 1991, da auch Gemeinschaftsunterkünfte für Asylbewerber ausschließlich Wohnzwecken im Sinne des BauGB-Maßnahmengesetz (BauGBMaßnG) dienten; die Errichtung eines Asylbewerberheims in einem reinen Gewerbegebiet sei daher unzulässig (OVG Schleswig-Holstein, Beschluss vom 16. Oktober 1991, Az. 1 M 53/91),
- das Verwaltungsgericht Schwerin im September 2012 bei der geplanten Umnutzung einer Pension zum Asylbewerberheim in einem festgesetzten Gewerbegebiet (VG Schwerin 2. Kammer, Beschluss vom 29. September 2012, Az. 2 B 409/12)[14]
- das Verwaltungsgericht Augsburg in einem Fall vom November 2012, da die bauplanungsrechtlich maßgebliche nähere Umgebung des umstrittenen Baugrundstückes als Gewerbegebiet im Sinne des § 34 Abs. 2 BauGB, § 8 BauNVO einzustufen sei. Gewerbegebiete dienten nach § 8 Abs. 1 BauNVO vorwiegend der Unterbringung von nicht erheblich belästigenden Gewerbebetrieben; der Betrieb einer Flüchtlingsunterkunft wurde untersagt. (Verwaltungsgericht Augsburg, Az. Au 5 K 11.1967, Urteil vom 29. November 2012)[15]
- der Verwaltungsgerichtshof Baden-Württemberg im April 2014 in einem Rechtsstreit wegen einer geplanten Unterkunft in Fellbach-Oeffingen, da eine Gemeinschaftsunterkunft für Asylbewerber wohnähnlich genutzt werde und eine solche Nutzung sich nicht mit der typischen Eigenart eines Gewerbegebiets vertrage (VGH Baden-Württemberg, 8. Senat, Beschluss vom 9. April 2014, Az. 8 S 2504/12),
- das Verwaltungsgericht München im Frühjahr 2014 in einem Fall in der Gemeinde Bischofswiesen, weil die Nutzung eines ehemaligen Hotels als Gemeinschaftsunterkunft eine Nutzungsänderung des Flächennutzungsplans darstelle, für die die Genehmigung vom Landratsamt Berchtesgadener Land fehlte.[16]
- das Verwaltungsgericht Stuttgart urteilte im Juli 2014: Eine Gemeinschaftsunterkunft für Asylbewerber ist in einem Gewerbegebiet grundsätzlich unzulässig. Sie ist auch nicht ausnahmsweise als Anlage für soziale Zwecke zulässig, weil ihr ein wohnähnlicher Charakter zukommt (Verwaltungsgericht Stuttgart, Urteil vom 22. Juli 2014, Az. 11 K 3170/13).[17]
- das Verwaltungsgericht Ansbach im Oktober 2014 aufgrund mangelnder Gebietsverträglichkeit in einem Gewerbegebiet; Festsetzungen zur Art der baulichen Nutzung durch einen Bebauungsplan seien stets nachbarschützend; derselbe Nachbarschutz bestehe im unbeplanten Innenbereich, in dem die Eigenart der näheren Umgebung einem der Baugebiete der Baunutzungsverordnung entspreche (VG Ansbach, 9. Oktober 2014, Az. AN 9 K 14.00830).[18]
- das Verwaltungsgericht Köln aufgrund von zwei Anträgen von Gewerbetreibenden in einem Gewerbegebiet in Köln gegen eine Baugenehmigung für das Aufstellen von Wohncontainern für Flüchtlinge (VG Köln, Beschlüsse vom 13. November 2014, Az. 2 L 2039/14, 2 L 2050/14).

Es gab darüber hinaus den Fall einer Einigung
- in Bergisch Gladbach, wo ein benachbartes Metallverwertungsunternehmen gegen die Umwandlung des von der Stadtverwaltung erworbenen Bürogebäudes von Bastei-Lübbe in eine Flüchtlingsunterkunft geklagt hatte; über die Details der Einigung Mitte März 2015 wurde Stillschweigen vereinbart.[19]

Der Bundestag stimmte am 6. November 2014 einem Gesetzentwurf des Gesetzes zur Erleichterung der Unterbringung von Flüchtlingen des Bundesrates (18/2752) entsprechend der Beschlussempfehlung des Bauausschusses (18/3070) zu, um die Hürden für die Errichtung von Flüchtlingsunterkünften in Gewerbegebieten zu senken. Es trat am 26. November 2014 in Kraft. Das Baugesetzbuch (BauGB) wurde angepasst (insbesondere § 246 Sonderregelungen für einzelne Länder; Sonderregelungen für Flüchtlingsunterkünfte).
Christian Kühn, Bündnis 90/Die Grünen, gab seine Skepsis bekannt, ob Gewerbegebiete die Anforderung der menschenwürdigen Unterbringung erfüllten. Heidrun Bluhm, ehemalige Baudezernentin von Schwerin und Mitglied der Bundestagsfraktion Die Linke, kritisierte, dass die Gesetzesänderung die dauerhafte Ausgrenzung und Stigmatisierung von Flüchtlingen fördere.
Durch Artikel 6 des Asylverfahrensbeschleunigungsgesetzes (sog. „Asylpaket I“) vom 10. Oktober 2015 (BGBl. I S. 1722), das am 24. Oktober 2015 in Kraft trat, wurden angesichts der im Sommer 2015 extrem gestiegenen Anzahl von Neuankömmlingen die Ausnahmeregelungen in den §§ 246 Abs. 8 und 246 Abs. 11–17 BauGB deutlich ausgeweitet.

## Soziale Situation
Nach einer Studie von Pro Asyl nimmt der Anteil von Asylbewerbern, die in Flüchtlingsunterkünften leben, zu. Der Anteil von Asylbewerbern, die in Wohnungen lebten, lag 2007 noch bei 66,1 Prozent, 2012 bei 55,7 Prozent.
Das Deutsche Institut für Menschenrechte beklagt die Verhältnisse in den Gemeinschaftsunterkünften: „Bedürfnisse von Einzelpersonen oder Familien nach Wohnraum, Privatsphäre und Gemeinschaftsräumen finden keine Berücksichtigung. (...) In der Realität kommt es häufig vor, dass Menschen über Jahre hinweg in Gemeinschaftsunterkünften verharren müssen – das ist nicht zumutbar.“
Während der COVID-19-Pandemie entwickelten sich Gemeinschaftsunterkünfte zu Orten, an denen es aufgrund der räumlichen Enge (z. B. Mehrbettzimmer, geteilte Sanitäreinrichtungen) zu einem dynamischen Infektionsgeschehen kam. Die Bewohner der Unterkünfte waren dadurch einer deutlich erhöhten Gefahr ausgesetzt, sich mit COVID-19 zu infizieren.

### Sicherheit
Flüchtlingsunterkünfte werden von Sicherheitsdiensten überwacht und geschützt.
Zwischen Bewohnern und Sicherheitsdiensten ist das Verhältnis oft angespannt. Im September 2014 wurden Verdachtsfälle von Misshandlungen von Flüchtlingen durch Mitarbeiter privater Sicherheitsdienste öffentlich bekannt. Es kam zu Kündigungen und Ermittlungen. Betroffen waren eine von homecare betriebene Einrichtung in Burbach, sowie Einrichtungen in Essen und Bad Berleburg.
Erhebliche Unruhe geht auch von dem Konfliktpotenzial unter den Bewohnern aus, das nicht nur auf die räumliche Enge zurückzuführen ist. Im Zuge der Flüchtlingskrise forderte die Deutsche Polizeigewerkschaft Ende September 2015, Flüchtlinge nach Religion getrennt unterzubringen. Der Vorsitzende der Deutschen Polizeigewerkschaft, Rainer Wendt, warnte, dass die Menschen sich nach Ethnien, nach Religion oder Clan-Strukturen in Gruppen zusammenfänden, die die eigenen Regeln durchzusetzen versuchten und letztendlich mit Messern und selbstgemachten Waffen aufeinander losgingen. Er sprach dabei von „knallharten kriminellen Strukturen“. Politiker sehen eine Trennung nach Religion oder Herkunft parteiübergreifend mit Skepsis. Einerseits gebe es praktische Schwierigkeiten, andererseits könne eine solche Trennung zur Bildung von Parallelgesellschaften führen. Unbestritten ist, dass für die Unterbringung besonders schutzbedürftiger Personen – etwa von Kindern, Minderjährigen und Frauen – besondere Sorge zu tragen ist (siehe auch: Artikel „Flüchtling“).
In den (Folge-)Unterkünften werden Männer und Frauen normalerweise nach Geschlecht getrennt. In Erstaufnahmeeinrichtungen ist allerdings meist keine Trennung nach Geschlecht vorgesehen. Huffington Post berichtete, dass Frauen oft in Furcht vor Übergriffen anderer Männer leben. Das gelte beispielsweise auch für verheiratete Frauen, wenn sie in anderen Zimmern als ihre Ehemänner untergebracht würden. Die Dunkelziffer bei sexuellen Übergriffen wird als sehr hoch eingeschätzt. Als besonders schwierig gilt die Situation alleinstehender Frauen bzw. alleinerziehender Mütter. In Hamburg beispielsweise wurden im ersten Halbjahr 2015 elf weibliche Flüchtlinge wegen sexueller Gewalt in Frauenhäuser verlegt und zehn Frauen nach Gewalttaten in Unterkünften von Beratungsstellen untergebracht. Politiker der Linken forderten eigene Räume, Sanitäreinrichtungen und Küchenbereiche für weibliche Flüchtlinge und ihre Kinder, wobei man auch Frauenhäuser zum Vorbild nehmen könne.
Im September kam es zu mehreren Massenschlägereien in deutschen Flüchtlingsunterkünften, so auch in Erstaufnahmestelle in Hamburg-Bergedorf, wo angesichts von 200 immer wieder aneinandergeratenden Flüchtlingen 50 Einsatzkräfte der Polizei eingesetzt wurden. Ähnliche Auseinandersetzungen gab es in Kassel-Calden, in der Leipziger Messehalle, in Suhl und Bonn (siehe auch: Artikel „Deutschland in der Flüchtlingskrise“ 2015, Abschnitt „Konflikte zwischen Flüchtlingen“).

### Fehlender Internetzugang
Nach Medienberichten steht den Bewohnern vieler Flüchtlingsheime kein Internetzugang zur Verfügung. Ein Problem für Städte, Gemeinden und Vereinen, die in Unterkünften ein kostenloses WLAN einrichten, ist die Störerhaftung. Stellt allerdings ein Unternehmen den WLAN-Zugang zur Verfügung, gilt aufgrund des Providerprivilegs die Störerhaftung nicht. Stellt die öffentliche Hand den Internetzugang bereit, ist gegebenenfalls das Taschengeld um ungefähr ein Viertel (den Medienanteil) zu kürzen.
Viele Flüchtlinge verfügen aber über ein Smartphone. Viele junge Flüchtlinge verwenden mobile Apps für die Kommunikation, zum Sprachenlernen und zur Navigation.

### Grundrechteverletzungen
2018 erhielt die Cevisio Software und Systeme GmbH & Co. KG für ihre Quartiersmanagement-Software Cevisio QMM den Negativpreis Big Brother Award in der Kategorie Verwaltung. Diese Software wurde zusammen mit dem Deutschen Roten Kreuz speziell für das Management von Flüchtlingsunterkünften entwickelt. Die Jury kritisierte, dass die Software die Grundrechte Geflüchteter völlig ignoriere und sie auf Schritt und Tritt überwache: Mit dieser Software werden Bewegungen zum und auf dem Gelände, Essenausgaben, medizinische Checks wie durchgeführte Röntgen-, Blut- und Stuhluntersuchungen, Verwandtschaftsverhältnisse, Religions- und Volkszugehörigkeiten und vieles mehr erfasst und gespeichert. Die Daten ermöglichen eine Totalkontrolle der Flüchtlinge und zeigen anschaulich, auf wie vielen Ebenen Privatsphäre verletzt werden kann. Laudator Thilo Weichert befand: Die Software ist nicht nur preiswürdig wegen der mit ihr möglichen Datenschutzverstöße, sondern vor allem wegen des Menschenbildes, das dahinter steht. Flüchtlinge sind Menschen, keine Sachen.

## Private Unterbringung
In Rheinland-Pfalz lebten im Sommer 2014 noch 92 Prozent der Asylbewerber in dezentralen Wohnungen, während es in Sachsen zu diesem Zeitpunkt 29 Prozent waren. In NRW lebten im September 2014 von den Asylbewerbern rund 40 Prozent dezentral in angemieteten Wohnungen, 38 Prozent in Gemeinschaftsunterkünften und 22 Prozent in anderen Aufnahmeeinrichtungen.
Einige Bundesländer gestatten keine Unterbringung von Flüchtlingen in Privatwohnungen oder erlauben sie nur in Ausnahmefällen. In Nordrhein-Westfalen beispielsweise ist sie nur unter bestimmten Bedingungen möglich, obwohl dort mit dem Leverkusener Modell gute Erfahrungen gemacht und Kosteneinsparungen erzielt wurden.
Im August 2014 rief Politiker Martin Patzelt in einem offenen Brief dazu auf, darüber nachzudenken, Flüchtlinge in eigenen privaten Häusern und Wohnungen aufzunehmen. Dabei verwies er insbesondere auf die Bedürfnisse von Müttern und Kleinkindern. Ein Artikel in der taz hob hervor, dass zuletzt während des Bosnienkriegs in den 1990ern eine ähnliche Debatte über die private Unterbringung von Flüchtlingen stattgefunden habe. Die Integrationsbeauftragte der Bundesregierung Aydan Özoguz lobte den Vorschlag als Zeichen für Menschlichkeit und Empathie, betonte aber, dass eine Geschäftemacherei ausgeschlossen werden müsse. Auch die innenpolitische Sprecherin der Linksfraktion Ulla Jelpke begrüßte den Vorschlag und wies zugleich auf weiteren politischen Handlungsbedarf, da in vielen Fällen die Verteilung der Flüchtlinge auf die Bundesländer eine Unterbringung bei Verwandten der Flüchtlinge verhindere. Bernd Mesovic von Pro Asyl wies auf das Erfordernis dauerhafter Lösungen hin und empfahl, auf jeden Fall einen Mietvertrag abzuschließen.
Seit 2014 gibt es Internetplattformen, die in Berlin und Lübeck Flüchtlinge an Wohngemeinschaften vermitteln.

## Anschläge
Immer wieder kommt es zu Angriffen auf Flüchtlinge, Asylbewerber und deren Unterkünfte. Dazu zählen Delikte wie Volksverhetzung (z. B. durch neonazistische Aufmärsche vor den Unterkünften), Sachbeschädigung (z. B. durch Schmierereien von rechtsradikalen Parolen) bis hin zu Brandanschlägen. Seit 2011 nimmt die Zahl der Angriffe auf Flüchtlingsunterkünfte stark zu. Laut Bundeskriminalamt (BKA) kam es 2011 zu 18, 2012 zu 23 und 2013 zu 69 Straftaten gegen Flüchtlingsunterkünfte. Im Jahr 2014 registrierte das BKA 199 Straftaten gegen Flüchtlingsunterkünfte, was mehr als das Doppelte gegenüber dem Vorjahr darstellt. 2015 hat sich die Anzahl der Angriffe im Vergleich zum Vorjahr mehr als vervierfacht – das BKA zählte 924 Straftaten, darunter 76-mal Brandstiftung und 11-mal versuchte Brandstiftung.